# Angélica Fuentes
Angélica Fuentes es una navegante y piloto de rallies mexicana. Comenzó su carrera deportiva en los años ochenta y es considerada la rallista más experimentada de su país. Ha participado en el Campeonato Mexicano de Rally, en la Carrera Panamericana, en el Campeonato Mundial y en diversas competencias automovilísticas, como en la subida de montaña de Pikes Peak, y, en años recientes, en el Rally Chihuahua Express. Está casada con el inglés Scot Keith Mainland y con él radica en Inglaterra, donde también participa en diferentes campeonatos de rally.

## Trayectoria
Fuentes es hija de Edgardo Fuentes, quien fue piloto de rallies; tiene un hermano homónomo de su padre quien también es piloto, y una hermana, Lorena, quien también fue navegante de rallies.
El gusto por los rallies lo desarrolló desde temprana edad, cuando ayudaba a su padre a preparar su coche y su indumentaria de competencia. A los 16 años corrió su primer rally en una competencia de rallies universitarios organizados por el promotor Manuel “Chacho” Medina con el auto de competencia de su padre, quien la había motivado a que iniciara su participación en el deporte al ver su gusto por el mismo.
Su primera participación en el Campeonato Nacional fue en 1989, cuando participó tanto en el campeonato de velocidad (llamado Campeonato Mexicano de Rally) como en el de regularidades, obteniendo el campeonato en este último, llamado entonces Copa RAC.
Fue tesorera de la Comisión Nacional de Rallies de México durante el período 2001 a 2003, cuando Arturo Fernández era el presidente de la misma.

### Campeonato Mexicano de Rally
En la temporada 2002 se coronó campeona nacional en México como navegante de Carlos Izquierdo.
Con el mismo piloto ganó el Rally México en 1998 a bordo de un Nissan Tsuru, cuando la prueba se llamaba Rally América y todavía no era parte del Campeonato Mundial. Ambos participaron nuevamente en las ediciones 2001, 2002 y 2003, aunque sus resultados fueron diferentes al de 1998, ya que en la edición 2002 obtuvieron el segundo lugar y en las otras dos tuvieron que abandonar la prueba.
Aunque Fuentes participa principalmente en competiciones fuera de México, no ha descartado su participación en el campeonato nacional mexicano y ha dejado abierta la posibilidad de competir ante las invitaciones que reciba.

### Carrera Panamericana
En 2006 participó en la Carrera Panamericana como navegante de Gabriel Pérez a bordo de un Ford. En la séptima etapa de la carrera se canceló el último tramo de velocidad y ello les permitió alcanzar el triunfo de la prueba, a pesar de que su auto no tenía gran potencia en comparación a la de los coches de sus competidores. Con esa victoria, Fuentes se convirtió en la primera mujer de la historia de la Panamericana en ganar la prueba.
Desde la temporada posterior, en 2007, Fuentes ha sido navegante del estadounidense Doug Mockett en la Carrera Panamericana y en otras competencias de automóviles Vintage.
En su primera participación juntos en la Panamericana alcanzaron el segundo lugar de la prueba, detrás de Pierre de Thoisy, en una final considerada muy emocionante por el recorte de casi cinco minutos de diferencia entre las dos tripulaciones que Mockett y Fuentes hicieron el último día, dejando esa diferencia en sólo 30 segundos.
En su segunda participación juntos, en 2008, alcanzaron el tercer lugar general, por delante del campeón de rallies del Campeonato Mundial en 1984, Stig Blomqvist, quien, al año siguiente, ganaría la Carrera al lado de Ana Goñi, mientras Fuentes y Mockett alcanzaron el lugar 22 después de haber perdido la posibilidad del triunfo desde el primer día de la prueba debido a una falla del motor de su Oldsmobile Super 88 y, posteriormente, en el sexto día, por haber perdido algunas horas después de haberse salido en una curva.
En la edición de 2010 Fuentes y Mockett casi repitieron su actuación del año anterior, ya que desde el primer día tuvieron problemas mecánicos que eliminaron sus posibilidades de triunfo, mientras que en el sexto día nuevamente se salieron de la carretera en la misma curva del año anterior. Sin embargo, el quinto día tuvo un significado especial para la tripulación, ya que Fuentes y Mocket derrotaron a Harri Rovanpera en un tramo de velocidad y al final del día quedaron en la tercera posición de la jornada, sólo detrás del piloto finlandés y del mexicano Michel Jourdain Jr.
En la edición de 2011, Fuentes y Mockett obtuvieron el segundo lugar general, sólo 4,5 segundos detrás del mexicano Ricardo Triviño, mientras que en la edición de 2012 obtuvieron el tercer lugar general, el cual alcanzaron y conservaron desde el primer día de la competencia. El ganador de esa edición fue Gabriel Pérez, con quien Fuentes había ganado la edición 2006. El segundo lugar lo ocupó Emilio Velázquez.

### Campeonato Mundial de Rally
En su única participación en el Campeonato Mundial, Fuentes corrió como navegante del estadounidense Karl Scheible en la edición 2007 del Rally México dentro de la Categoría N4, aunque no pudieron terminar la prueba.

### Subida de montaña de Pikes Peak
Fuentes participó en la subida de montaña de Pikes Peak (Pikes Peak International Hill Climb) en 2010 como navegante de Mockett y obtuvo el primer lugar de la Categoría Vintage a bordo de un Oldsmobile 1954, con el cual ambos también participaron en la Carrera Panamericana.

### Rally Chihuahua Express
Lorena Fuentes comenzó su participación en el Rally Chihuahua Express en su primera edición, efectuada en 2007, y la cual ganó como navegante de Doug Mockett. En 2011 volvió a subirse al podio absoluto ocupando el segundo lugar de la prueba.
Fuentes participará en la edición 2013 de la prueba y es considerada como una de las favoritas a vencer.

### Otras competencias automovilísticas
Desde 2003, Fuentes ha participado en diferentes competencias fuera de México. La primera de ellas fue en un rally touring en Escocia.
Debido a su residencia en Inglaterra, donde es miembro del Club Automovilístico Sutton & Cheam (Sutton & Cheam Motor Club), Fuentes participa regularmente en diferentes pruebas de rally locales, como el Campeonato Clásico de Rally en Tierra Suelta de Hamilton (Hamilton Classic Loose Surface Rally Championship), donde se proclamó campeona navegante en 2010, como acompañante del piloto Karam Dhala. En 2011, su club la nombró, junto a Dhala, Competidora de Rally del Año (Rally Competitors of the Year).
También ha participado en el Campeonato Británico de Rally
Entre las pruebas más recientes en que ha participado está la carrera Targa Tasmania de 2012, en Nueva Zelanda, donde participó con Doug Mockett en el mismo Oldsmobile Super 88 de 1954 que han usado en la Carrera Panamericana, aunque no terminaron la prueba.
En mayo de 2013 participó en la segunda prueba del Rally NACAM junto al piloto Carlos Izquierdo, después de diez años de haberse separado deportivamente.

## Vida personal
Fuentes radica en Inglaterra, en donde se instaló después de contraer matrimonio con el inglés Scot Keith Mainland. Es diseñadora de joyería y tiene una tienda propia en Londres, en donde ofrece sus diseños y productos.